# Geta (sko)

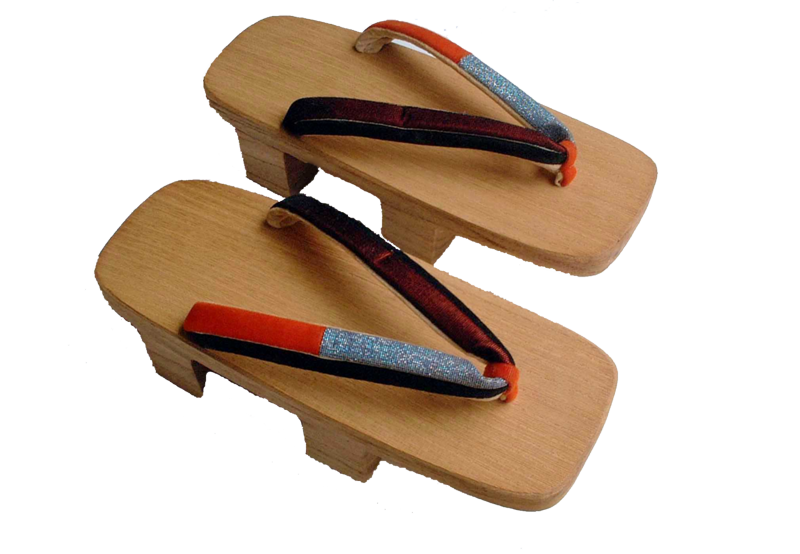
Geta

Geta, japansk sko/sandal gjorda i sandelträ. De används bland annat till de traditionella klädesplaggen yukata och kimono. 